# Halcyon cyanoventris
Guarda-rios-javanês ou martim-caçador-de-java (Halcyon cyanoventris) é uma espécie de ave da família Alcedinidae.
É endémica da Indonésia. Os seus habitats naturais são: florestas de mangal tropicais ou subtropicais.